# Ana Paula Henkel
Ana Paula Henkel, wcześniej Connelly, z domu Rodrigues (ur. 13 lutego 1972 w Lavras) – brazylijska siatkarka, reprezentantka kraju. W 1996 r. w Atlancie zdobyła brązowy medal olimpijski.
Od 1999 r. gra w siatkówkę plażową, dwukrotnie zwyciężyła w FIVB World Tour w 2003 i 2008 r.
Była żoną Jefftiego Connelly’ego, koszykarza. Od 2010 r. jest w związku małżeńskim z Carlem Henkelem, amerykańskim siatkarzem plażowym.

## Siatkówka plażowa
- 1999 Jackie Silva
- 2000 Mônica Rodrigues
- 2002 Tatiana Minello
- 2003–2004 Sandra Pires
- 2005 Shaylyn Bede
- 2005–2007 Leila Barros
- 2007–2009 Shelda Bede
- 2010 Tatiana Minello